# 宮内婦貴子
宮内 婦貴子（みやうち ふきこ、1933年2月27日 - 2010年2月16日、本名：杉本婦貴子）は、日本の脚本家。

## 来歴
1933年（昭和8年）2月27日、静岡県三島市に生まれる。元々は小説家になりたかったという。神奈川県立横浜立野高等学校（入学時は神奈川県立横浜第二高等女学校）を卒業後は人形劇団に入る。たまたまCM会社に勤務する友人を訪ねると、ちょうどレジスターのCMの台本を書いている時で「あなたもやってみない?」と誘いがあったという。そこでCMライターになろうと思ったが、どうせなら脚本家を目指せばという話になり、紹介された東宝のプロデューサーから勧められてシナリオ研究所に入所、その後東宝シナリオ研究生を経て日活と契約。
1963年（昭和38年）、映画『どん底だって平っちゃらさ』で脚本家デビュー。テレビドラマの初仕事は1965年（昭和40年）のフジテレビのドラマ『佃煮の唄』。その後フリーランスに転向し、数々のドラマ脚本を手がけた。1976年（昭和51年）に東京から神奈川県湯河原町に居を移す。2010年（平成22年）2月16日、肺気腫のため死去、76歳没。

## 主な作品

### テレビドラマ
- コメットさん（1968年 TBS）
- いちばん星（1977年前期 NHK 連続テレビ小説）
- 朱鷺の墓（1973年 フジテレビ ライオン奥様劇場）
- 雨のしのび逢い（1978年、ANB ポーラ名作劇場）
- 放浪家族（1975年、毎日放送）
- 毎日放送 ドラマ30
  - ある日突然…（1992年、前出「雨のしのび逢い」のリメイク）
  - 命ささえて（1993年）
  - 命つないで（1996年）
  - 命燃えて（1997年）
  - 命賭けて（1998年）
  - ディア・ゴースト（2000年）
  - ピュア・ラブ（2002年）
  - ピュア・ラブII（2003年）
  - ピュア・ラブIII（2003年）

### テレビアニメ
- サザエさん（1969年〜 フジテレビ）

### 映画
- どん底だって平っちゃらさ（1963年）
- 成熟する季節（1964年） - 池田一朗と共同
- 美しい十代（1964年）
- 明日は咲こう花咲こう（1965年） - 山田信夫と共同
- 終りなき生命を（1967年）
- その人は女教師（1970年）
- 内海の輪（1971年） - 山田信夫と共同
- 蔵王絶唱（1974年）
- 風立ちぬ（1976年）
- 野菊の墓（1981年）
- 人間の約束（1986年） - 第2回文化庁芸術作品賞受賞作品

### 著書
- 『おさびし山のさくらの木』
  - 1987年、あすなろ書房、絵：奥田瑛二
  - 2015年、BL出版、絵：いせひでこ
- 『命ささえて』読売新聞社 1995
- 『ピュア・ラブ』全3巻　毎日新聞社 2004-05
- 『ディア・ゴースト』毎日新聞社 2007